# 鲁伯特·布鲁克
鲁伯特·乔纳·布鲁克（Rupert Chawner Brooke 1887年8月3日—1915年4月23日）是一名英格兰诗人，以一战时期写作的十四行诗如《士兵》（The Soldier）知名。此外，他也以英俊的外貌知名，叶芝曾说他是“英格兰最英俊的青年”。1985年11月11日，他在诗人角留名。

## 生平

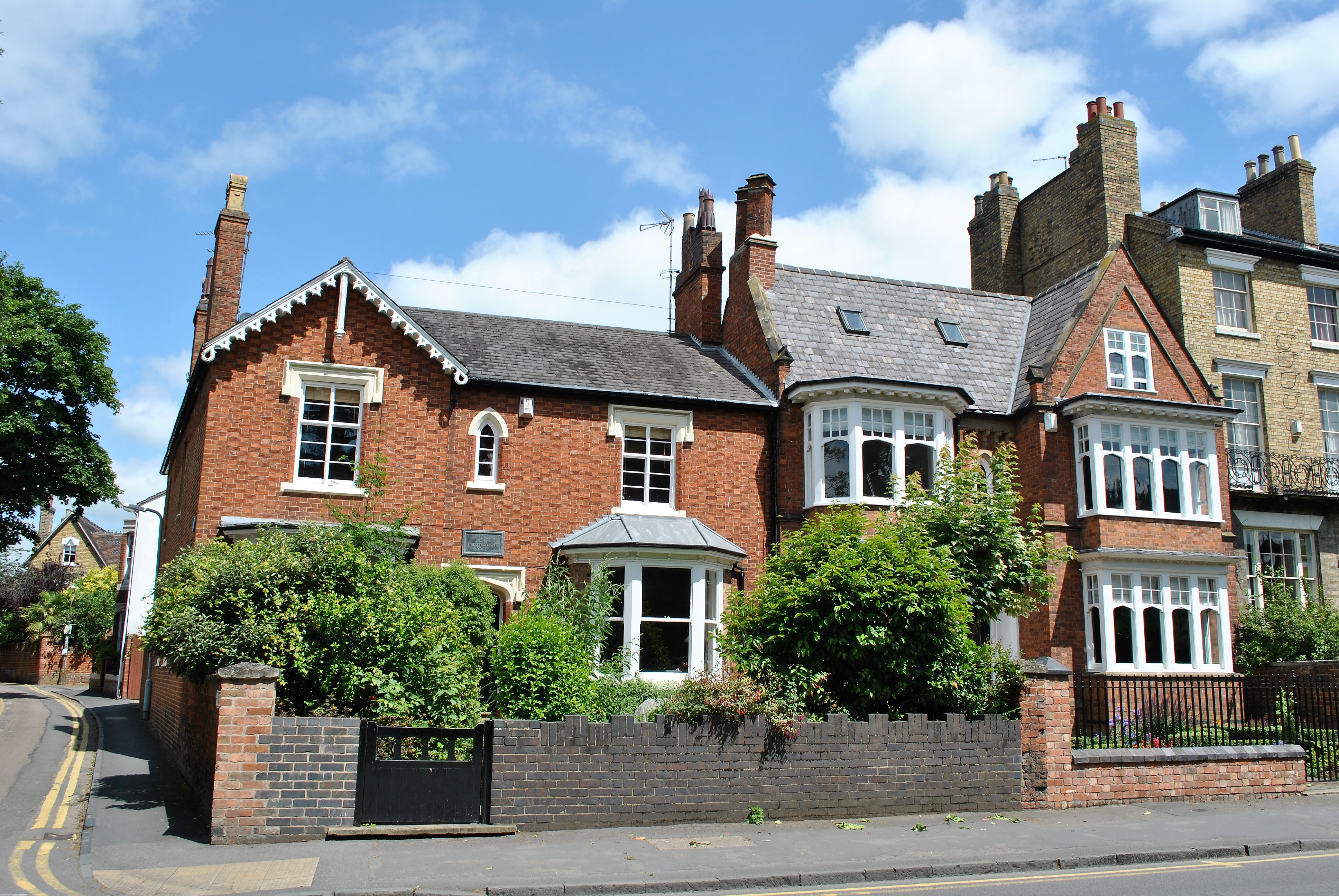
出生地

他出生于英格兰华威郡拉格比，曾就读于拉格比公学，1907年10月就读剑桥大学国王学院，成为剑桥使徒的一员。他和布卢姆茨伯里派成员关系很好，不过他自己则算是乔治時期诗人（Georgian poets）的一员。1913年3月，他成为剑桥大学国王学院Fellow。
他自1912年受自己的双性恋倾向所困，导致他和凯瑟琳·莱尔德·科克斯分手。随后前往美国和加拿大散心，在《西敏公报》上出版过旅行日记。
他在1914年8月入伍，成为英国皇家海军后备队中尉，曾参与安特衛普圍城戰。他在《泰晤士报文学增刊》上发表两篇十四行诗《死亡》（The Dead）和《士兵》（The Soldier）开始出名，在1915年2月28日随地中海远征军出征，但罹患败血病。他做了两场手术，但最终在4月23日下午4:46于停靠在希腊斯基罗斯的法国医院船“Duguay-Trouin”号上去世，葬于当地的一个橄榄园中，埋葬地由他的朋友威廉·丹尼斯·布朗选定。